# الاتحاد المصرفي
الاتحاد المصرفي للاتحاد الأوروبي هو نقل المسؤولية عن السياسة المصرفية من المستوى الوطني إلى مستوى الاتحاد الأوروبي في العديد من دول الاتحاد، وقد بدأ في عام 2012 كرد فعل لأزمة الديون الأوروبية. كان الدافع وراء الاتحاد المصرفي هو هشاشة العديد من البنوك في منطقة اليورو، وتحديد الحلقة المفرغة بين شروط الائتمان لهذه البنوك والائتمان السيادي لبلدانهم الأصلية («الحلقة المفرغة السيادية للبنك»). في العديد من البلدان، تم تحويل الديون الخاصة الناشئة عن فقاعة العقارات إلى الديون السيادية نتيجة لعمليات إنقاذ النظام المصرفي واستجابات الحكومة لتباطؤ الاقتصادات بعد الفقاعة. وعلى العكس من ذلك، أدى ضعف الائتمان السيادي إلى تدهور وضع الموزنة العمومية للقطاع المصرفي، لأسباب ليس أقلها ارتفاع الانكشافات السيادية المحلية للبنوك.
اعتباراً من منتصف عام 2020، يتكون الاتحاد المصرفي بشكل أساسي من مبادرتين رئيسيتين، آلية الإشراف الموحدة ‏ وآلية القرار الموحدة ‏، والتي تستند إلى «كتاب القواعد الموحد» للاتحاد الأوروبي أو الإطار التنظيمي المالي المشترك. تولت آلية الإشراف الموحدة سلطتها في 4 نوفمبر 2014، ودخلت آلية القرار الموحدة حيز التنفيذ الكامل في 1 يناير 2015. يتم اعتبار معظم حسابات الاتحاد المصرفي غير مكتملة في غياب تأمين الودائع ‏ الأوروبي. قدمت المفوضية الأوروبية اقتراحاً تشريعياً لخطة تأمين الودائع الأوروبية في نوفمبر 2015، ولكن لم يتم اعتماده من قبل المشرعين الأوروبيين.
حتى أكتوبر 2020، كان النطاق الجغرافي لاتحاد البنوك مطابق لنطاق منطقة اليورو. قد تنضم دول أخرى غير أعضاء في الاتحاد الأوروبي إلى الاتحاد المصرفي بموجب إجراء يُعرف باسم التعاون الوثيق. قدمت كل من بلغاريا وكرواتيا طلبات للتعاون الوثيق، على التوالي في يوليو 2018 ومايو 2019. بعد الموافقة الرسمية على هذه الطلبات في يونيو 2020، بدأ البنك المركزي الأوروبي في الإشراف على البنوك البلغارية والكرواتية الأكبر اعتباراً من 1 أكتوبر 2020.